# Marché de Sants
Le marché de Sants (espagnol : mercado de Sants ; catalan : mercat de Sants) est un marché du quartier de Sants, à Barcelone. Il a été projeté par l'architecte Pere Falqués (qui avait déjà bâti en 1889 le Marché du Clot) et sa construction a commencé en 1898, étant inauguré en 1913. Le bâtiment est catalogué bien d'intérêt culturel local.

## Description
Il couvre une surface de 4118 m². L'architecte a opté pour une architecture éloignée du modernisme catalan, très proche de celle utilisée par Arnau Calvet dans le contemporain Marché de Sarrià.
Entre 2009 et 2014 il est resté fermé au public pour être restauré et réaménagé, pour un coût de presque 10 millions d'euros,.

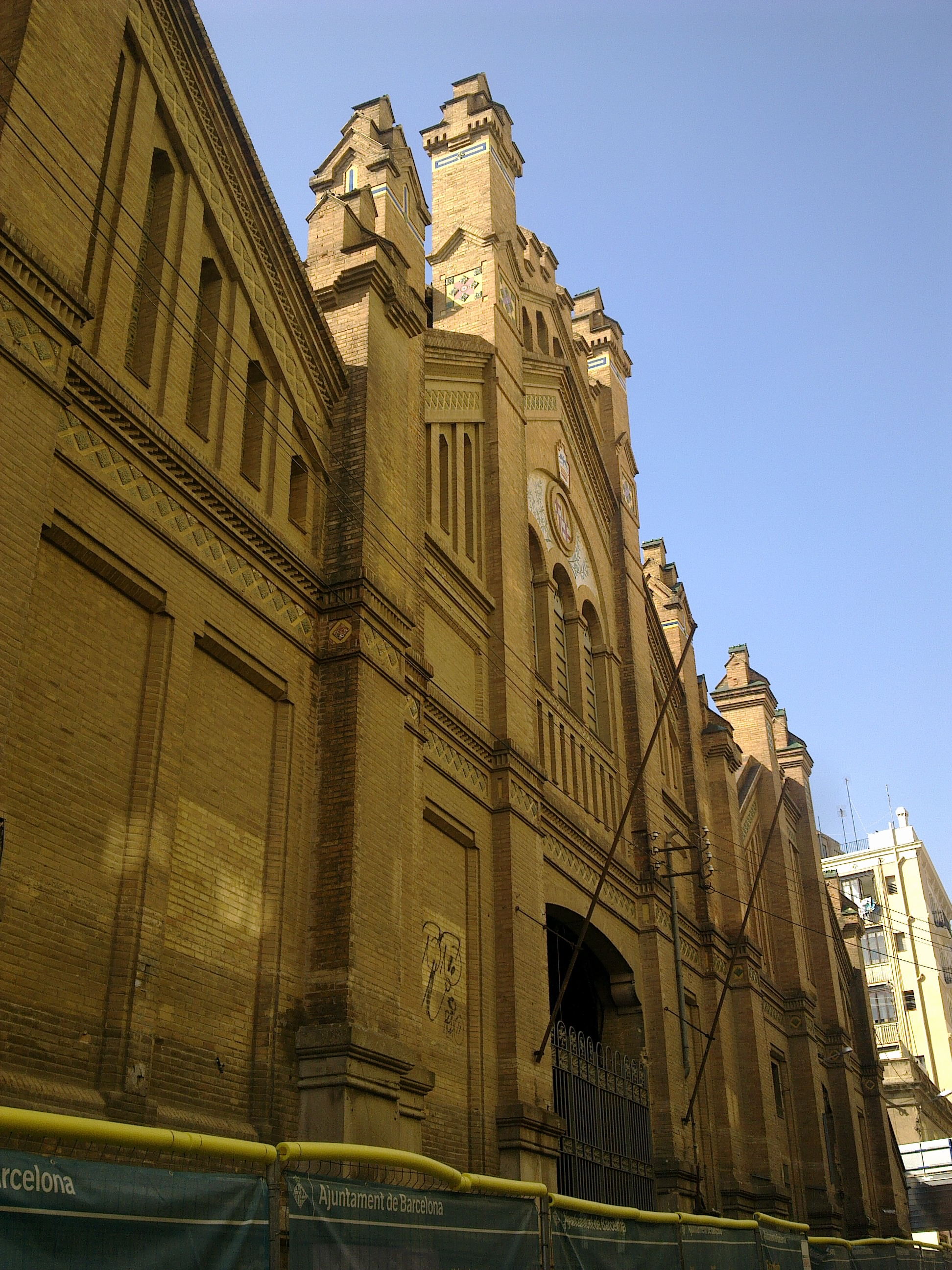
Façade du marché de Sants

## Source de traduction
- (es) Cet article est partiellement ou en totalité issu de l’article de Wikipédia en espagnol intitulé « Mercado de Sants » (voir la liste des auteurs).